# Casanova Elvo
Casanova Elvo é uma comuna italiana da região do Piemonte, província de Vercelli, com cerca de 246 habitantes. Estende-se por uma área de 16 km², tendo uma densidade populacional de 15 hab/km². Faz fronteira com Collobiano, Formigliana, Olcenengo, San Germano Vercellese, Santhià, Villarboit.

## Demografia
| Variação demográfica do município entre 1861 e 2011                               |
|                                                                                   |
| Fonte: Istituto Nazionale di Statistica (ISTAT) - Elaboração gráfica da Wikipedia |